# こ
こ、コは、日本語の音節のひとつであり、仮名のひとつである。1モーラを形成する。五十音図において第2行第5段（か行お段）に位置する。清音の他、濁音（ご、ゴ）を持つ。また、話し手によっては、文節のはじめ以外で、子音が鼻音化した鼻濁音を用いる。鼻濁音は濁音と意味上の差異はない。

## 概要
仮名のひとつ。平仮名の「こ」は「己」の草書体より、片仮名の「コ」は同じく「己」の初2画からできたもの。濁点を付すと「ご」「ゴ」とそれぞれ変化する。
奈良時代までは上代特殊仮名遣で甲乙2類が存在し、発音に区別があったとされる。

## 接尾辞として
接頭辞として用いられる。主に俗な言い方として用いられ、幼児語としての側面も強い。
- 名詞や動詞の連用形につき、
  - することの意。「あいこ」「慣れっこ」など。
  - 動作を複数人で行うことを表す。「かわりばんこ」など。
  - 複数人で競う意。「かけっこ」「にらめっこ」など。
- 小さいものであることを表す。「にゃんこ」など。
- 名詞につき、幼児語にし俗な言い方として用いる。「あんこ」「すみっこ」など。

## 諸事項
- コの字というと、片仮名のコの字形を指す。すなわち、直線を2カ所で直角に同方向に曲げた形である。
- 日本の鉄道車両の記号「コ」は、
  - 重量22.5t未満の小型ボギー車に分類される客車を表す。国鉄客車の車両形式#コ級を参照。
  - 貨車のうちコンテナ車を表す。
  - 事業用貨車のうち衡量車（のち検重車に改称）を表す。
  - 貨車のうち大小いくつかの大きさが存在する車種において小型の方を表す。国鉄貨車の車両形式#特殊標記符号を参照。
- 東京都狛江市の市章及び市旗は、平仮名の「こ」を図案化したものである。